# Дембненський замок
Дембненський замок (пол. Zamek w Dębnie) — пізньоготична будівля, що розташована у селі Дембно у гміні Дембно Бжеського повіту Малопольського воєводства в Польщі.

## Історія
На місці сучасного замку, існувало дерев'яно-земляне укріплення, закладене на овальному плані розміром 30 х 60 м та оточене ровом та земляним валом. Ймовірно, воно належало віслицькому каштеляну, комесу Святославу з роду Грифітів, якому у 1274 році передав Дембно Болеслав V Сором'язливий. Пізніше селом і замком керували Побуги, а приблизно в середині XIV століття Дембно стало власністю впливової родини Одровонжів.
У 1470—1480 роках великий коронний канцлер, краківський каштелян Якуб з Дембна гербу Одровонж ініціював будівництво сучасного замку.
У 1586 році замок було перебудовано у стилі ренесансу. На той час він належав секретареві короля Стефана Баторія, угорцю Ференцу Весселіні. Він доручив будівельні роботи муляру Яну де Сімоні. Ще одну перебудову було здійснено наприкінці XVIII століття, коли власниками замку були члени родини Тарлів. Це підтверджує дата — 1772 рік, розміщена на бароковому порталі та герб Топор, який розташований поруч з нею. У той час було добудовано фрагмент північного крила. Власники замку часто змінювалися, так після Тарлів ним володіли Лянцкоронські, Рогавські, Рудницькі, Сплавські і Ястребські. Замок, впродовж його історії, кілька разів ремонтували, однак, ці реноваційні роботи не змінили його загального вигляду.
У 1945 році замок став власністю держави. У 1970—1978 роках було здійснено його ґрунтовну реновацію, а з 1978 року у ньому розташовується філія Окружного музею у Тарнові.

## Архітектура
Дембинська резиденція, стіни якої викладено з цегли польською кладкою, а фундамент з ератичних валунів, має форму неправильного чотирикутника і складається з чотирьох прямокутних двоповерхових сегментів, що утворюють внутрішнє, прямокутне подвір'я із криницею. Вхід здійснюється через бароковий портал. Єдиним сполученням будівель було дерев’яне підсябиття, що оточувало крила замку. Кімнати другого поверху, багато обставлені, належали господарям замку, перший поверх займала прислуга. У східній частині можна побачити два еркери з сидіннями, освітлені вікнами з декоративними масверками. Зовнішні стіни покриті геометричними візерунками та геральдичними щитами. Вежки, розташовані у західному крилі мають машикулі. Хоча своїм виглядом вони нагадують потужні замкові вежі, зважаючи на їх невеликий розмір вони були швидше декоративним елементом, ніж оборонним. З ренесансних елементів залишилися віконні переплети, виконані у техніці сграфіто та кілька порталів. З східного боку раніше була каплиця, яку знесли у 1777 році.

## Світлини

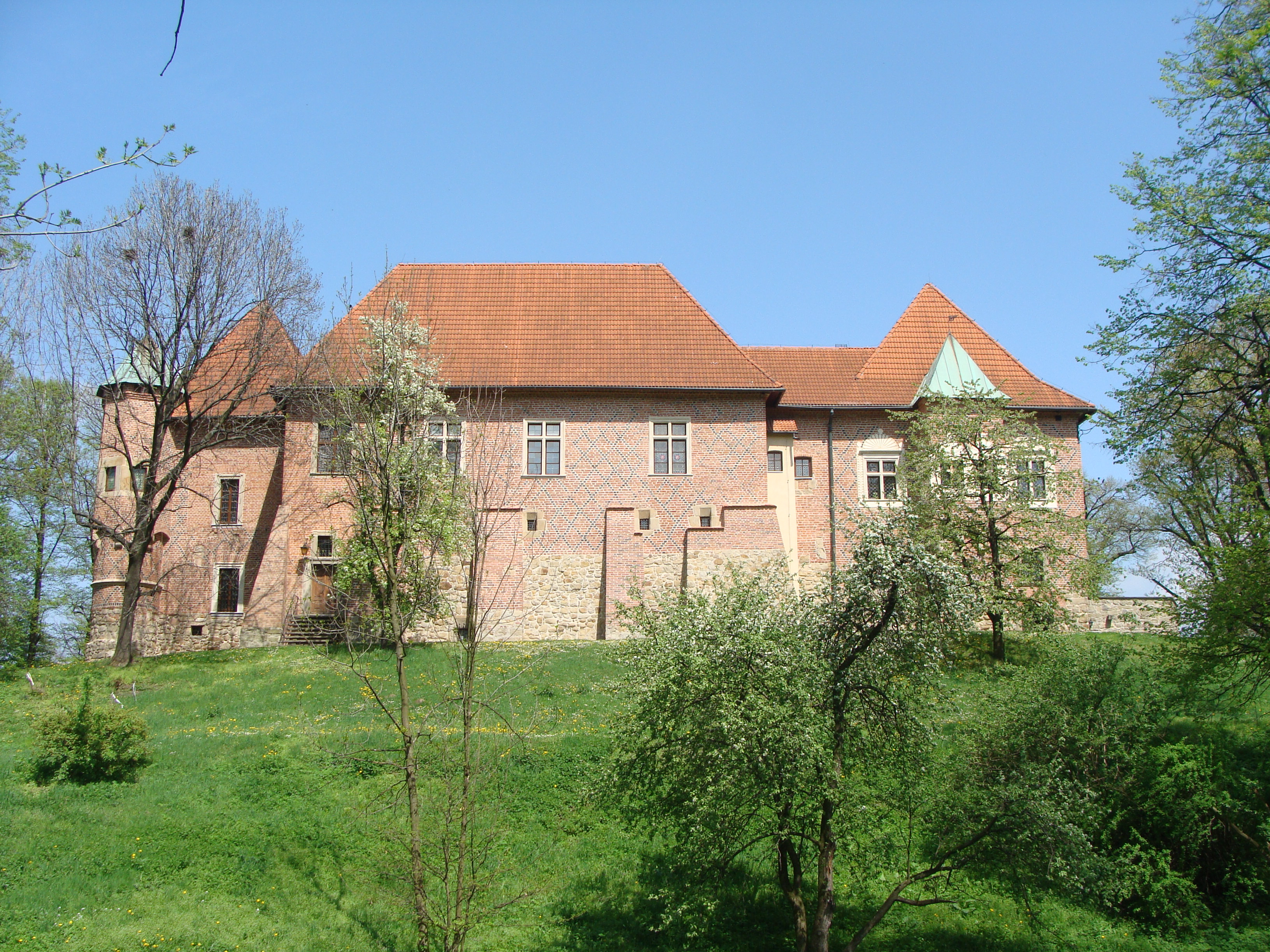
Вигляд замка з південної сторони
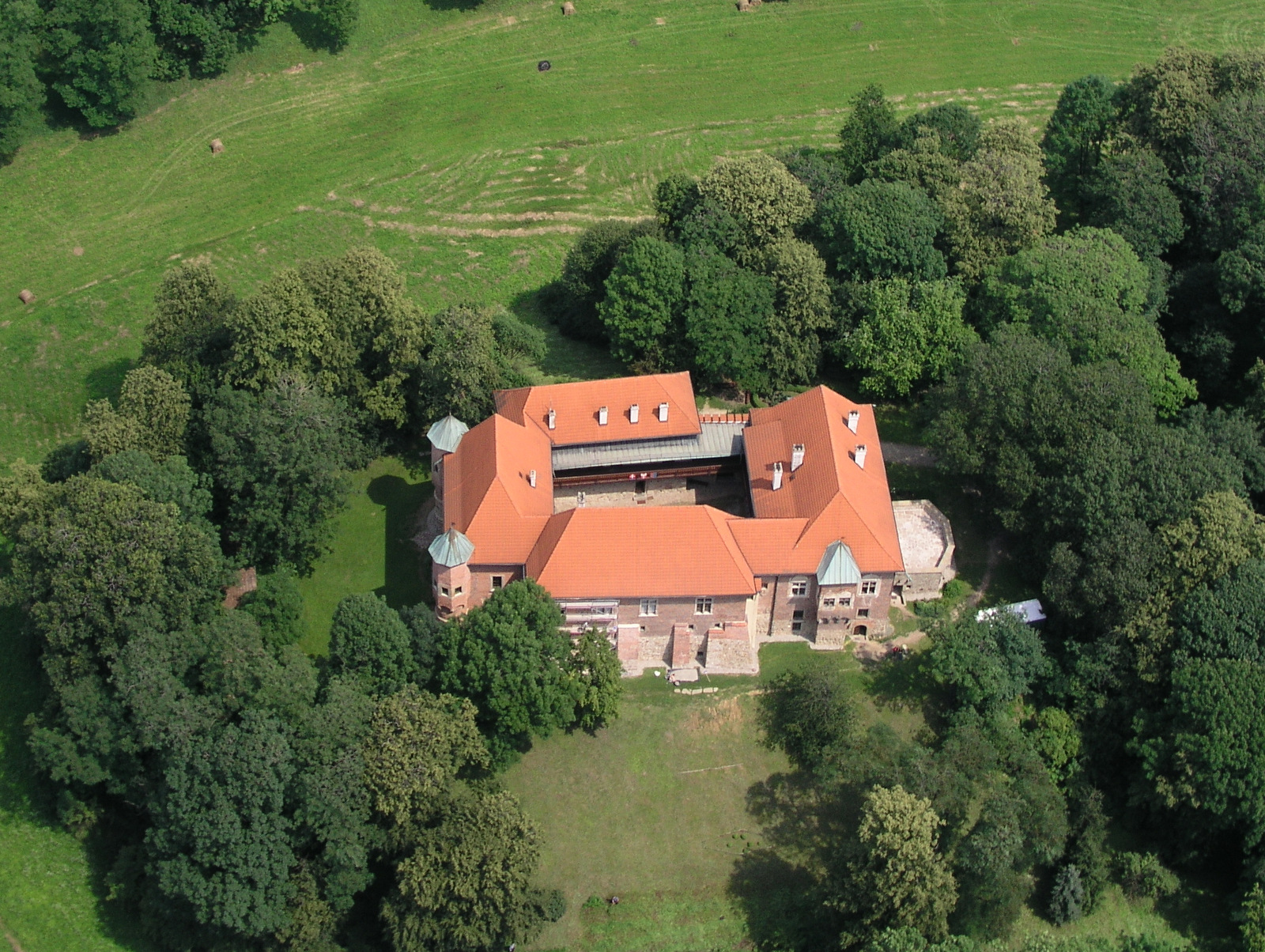
Вигляд замка з льоту птаха
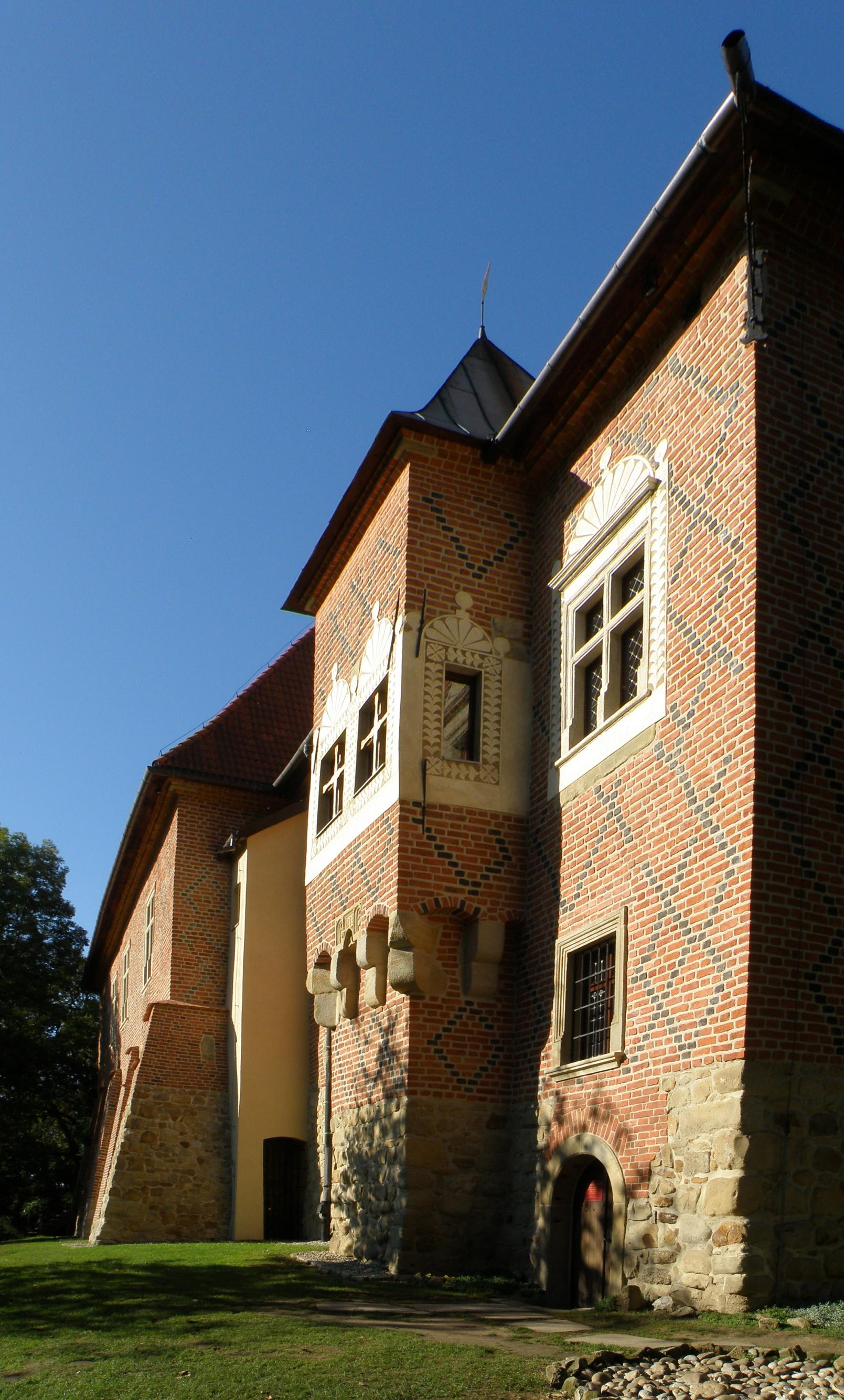
Південна сторона замка
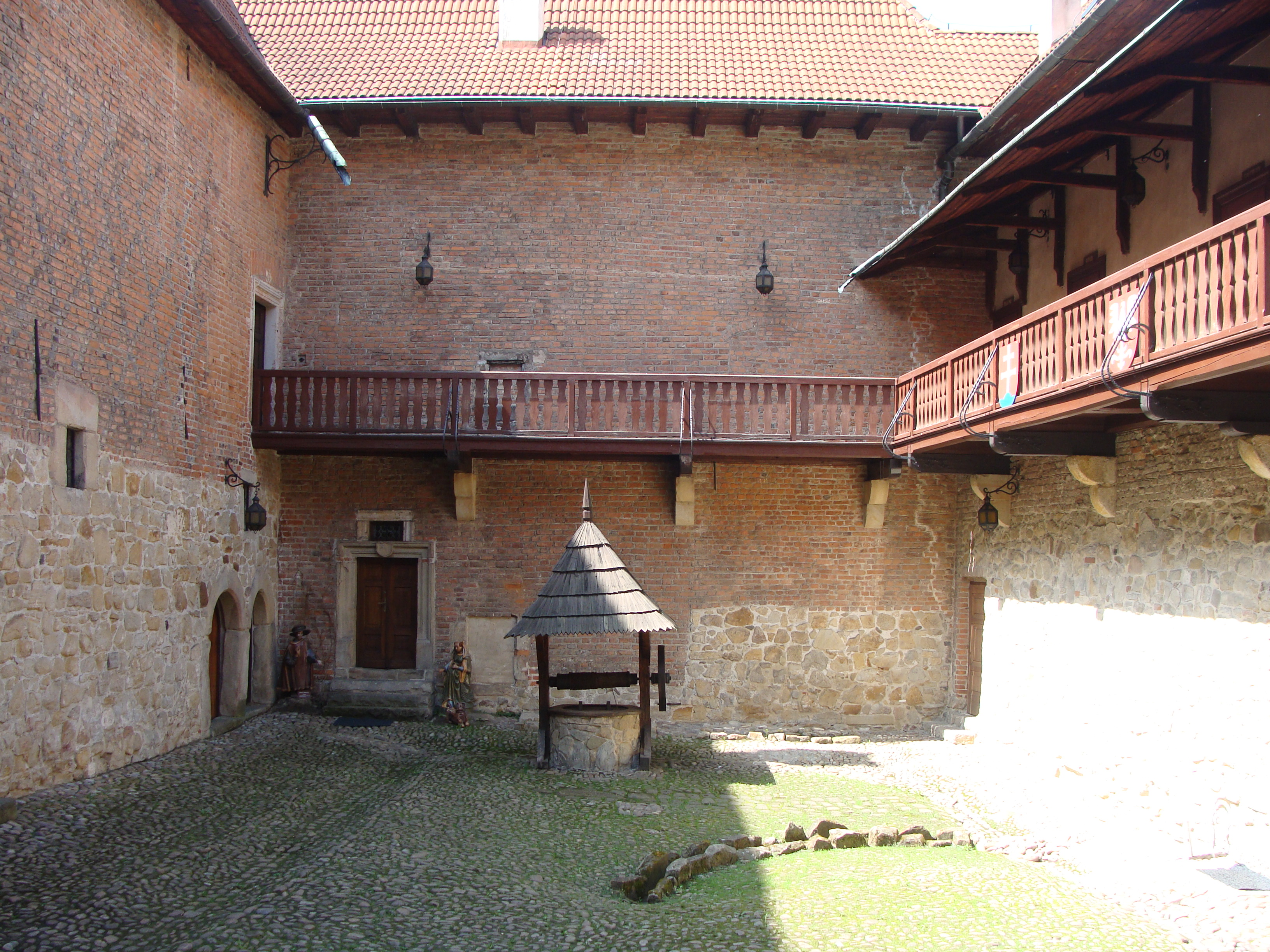
Замкове подвір'я